# Bernhard Severin Ingemann

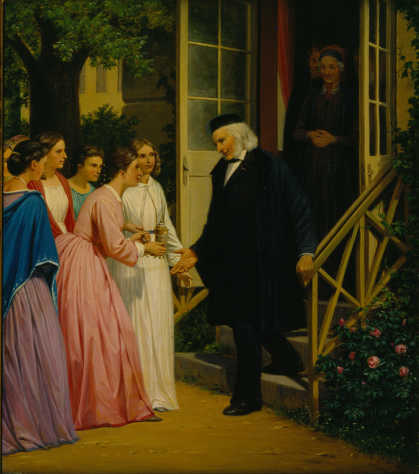
"Bernhard Severin Ingemann modtager et Guldhorn af unge Kvind
er paa sin 70aarige Fødselsdag 28 Maj 1859"
Målning av
Jørgen Valentin Sonne

Bernhard Severin Ingemann, född 28 maj 1789 i Torkildstrup, Falster, död 24 februari 1862 i Sorø, där han också begravdes, var en dansk diktare, romanförfattare, dramatiker och sångtextförfattare.

## Biografi
Ingemann studerade juridik. Han fick ett resestipendium och for genom Europa till Rom under åren 1818–1819. 
Ingemanns mest allmänt kända text är psalmen Härlig är jorden. Han var lektor vid Sorø Akademi i Danmark från 1822 och var dess direktör 1842–1849. Han var därtill skald, författare och psalmförfattare, representerad i danska Psalmebog for Kirke og Hjem. Han finns också representerad i Den svenska psalmboken 1986 med tre verk (nr 60, 297 och 495).
Han var gift med målaren Lucie Ingemann.